# يلة قارشو (هشترود)
يلة قارشو هي قرية في مقاطعة هشترود، إيران. عدد سكان هذه القرية هو 120 في سنة 2006.